# NGC 5026
NGC 5026 est une (très ?) vaste galaxie spirale barrée située dans la constellation du Centaure. Sa vitesse par rapport au fond diffus cosmologique est de 3 812 ± 38 km/s, ce qui correspond à une distance de Hubble de 56,2 ± 4,0 Mpc (∼183 millions d'al). NGC 5026 a été découverte par l'astronome britannique John Herschel en 1834.
À ce jour, une mesure non basée sur le décalage vers le rouge (redshift) donne une distance d'environ 35,000 Mpc (∼114 millions d'al). Cette valeur est nettement à l'extérieur des valeurs de la distance de Hubble. Notons cependant que c'est avec la valeur moyenne des mesures indépendantes, lorsqu'elles existent, que la base de données NASA/IPAC calcule le diamètre d'une galaxie et qu'en conséquence le diamètre de NGC 5026 pourrait être d'environ 82,3 kpc (∼268 000 al) si on utilisait la distance de Hubble pour le calculer.

## Supernova
La supernova SN 2009ev a été découverte le 6 février 2009 dans NGC 5026 par C. Colesanti, E. Pimentel, T. Napoleao et  C. Jacques. dans le cadre du projet brésilien de recherche de supernovas (BRASS). Cette supernova était de type Ia.

## Groupe de NGC 5011
Selon A. M. Garcia, NGC 5026 fait partie du groupe de NGC 5011. Ce groupe de galaxies compte au moins 19 membres, dont NGC 4946, NGC 5011, PGC 46597 (≠ NGC 5086), NGC 5090 et NGC 5091.